# Heliophanus deamatus
Heliophanus deamatus là một loài nhện trong họ Salticidae.
Loài này thuộc chi Heliophanus. Heliophanus deamatus được Elizabeth Maria Gifford Peckham & George William Peckham miêu tả năm 1903.